# Dewa

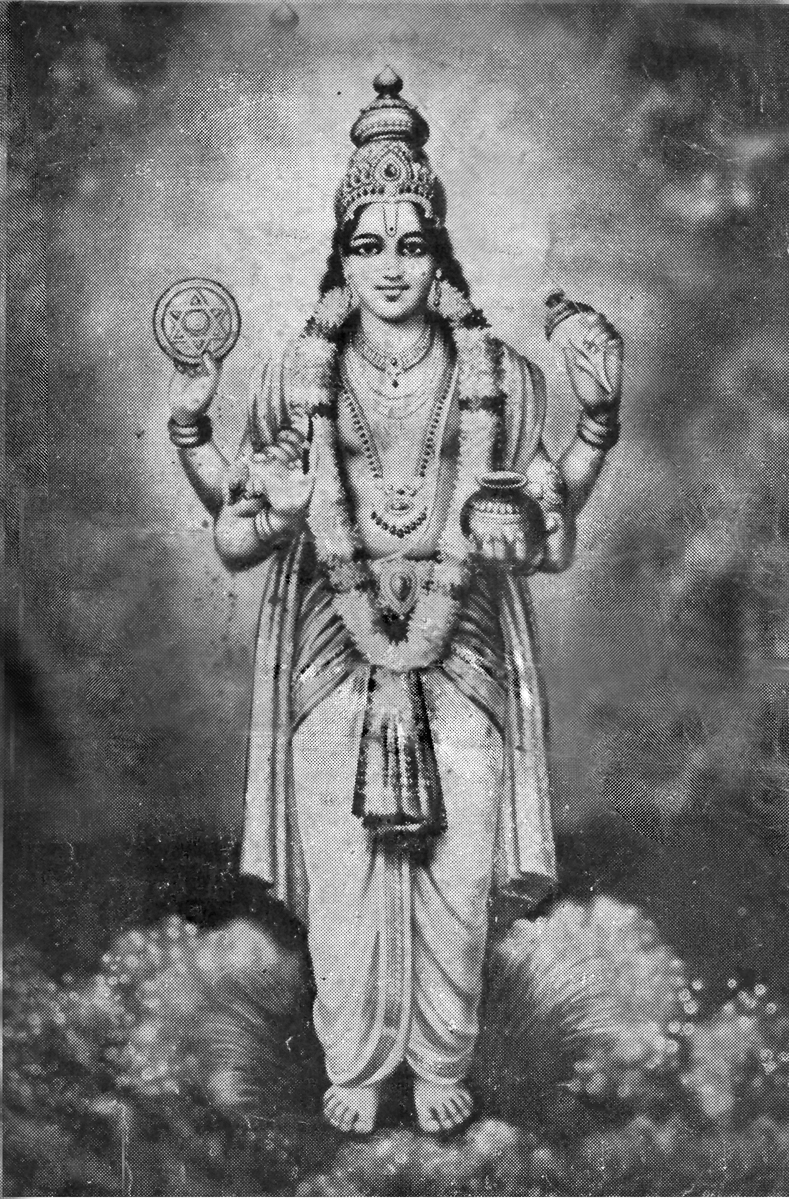
Dhanwantari Dewa

Dewa (sanskryt देव, trl. deva, „świetlisty”, „jaśniejący”, „oświecony”, ang. Deva; w innych językach: tybetański lha, chiński tiān (天), koreański chǒn, japoński ten, wiet. thiên) – nieposiadająca ciała fizycznego istota nadprzyrodzona, bóg lub półbóg, występujący w religiach dharmicznych i mitach kultur azjatyckich. Żeńskim odpowiednikiem dewy jest dewi.

## Hinduizm
- W tradycji wedyjskiej dewa to mieszkaniec niebios (loka), bóstwo o dobrym, łaskawym charakterze, i dużej mądrości. Również istoty będące podmiotami wedyjskich ceremonii.
- Najbardziej znanymi dewami panteonu hinduistycznego jest trójca bogów: Brahma, Wisznu i Śiwa.

Przeciwnikami dewów (bogów), zwanych inaczej surami, są istoty zwane asurami (demony).
- Według Śrimadbhagawatam Brahma, stwórca wszechświata, stworzył osiem rodzajów wyższych rodzajów istot:

1. półbogów,
2. przodków (pitry),
3. asury,
4. gandharwów i apsary, czyli anioły,
5. jakszasów i rakszasów,
6. siddhów, ćaranów i widjadharów,
7. bhutów, pretów i piśaców,
8. istoty nadludzkie, śpiewaków niebiańskich.

## Zaratusztrianizm
W zaratusztrianizmie dewy to złe duchy na usługach Angra Mainju (Arymana). Do tej kategorii zaliczane są automatycznie wszystkie obce bóstwa innych religii.

## Buddyzm
Określenia używane w buddyjskich tekstach nawiązują do takich nadprzyrodzonych bytów jak devatā (bóstwa) i devaputra (pāli: devaputta) „synowie bogów”. Dewa w buddyzmie to jeden z wielu typów nieludzkich bytów bardziej potężnych, długowiecznych i żyjących w większym zadowoleniu niż przeciętny człowiek.